# Panegírico
Panegírico (del latín: panegyrîcus; a su vez del griego: panegyrikos, πανηγυρικός) es un discurso que se pronuncia en honor o alabanza de una persona.
Originariamente era una composición pronunciada públicamente en un festival y por las circunstancias de su uso se convirtió en sinónimo del "elogio" o encomio, uno de los ejercicios retóricos conocidos como progymnasmata.

## Etimología
La palabra griega panegyrikos está formada de πᾶv pan (todo) y egyrikós, que proviene de ἄγυρις ágyris (pueblo), o sea «todo el pueblo» y se refería a un discurso apto para toda la gente.

## Origen
Panegírico fue un sobrenombre del dios Apolo, pero realmente en un principio fue el nombre propio de un antiguo dios griego protector de la salud. En el teatro clásico griego, se puso el nombre de panegírico para designar un canto de alabanza o de triunfo al dios Apolo. En las obras griegas era típico que hubiera una coral que amenizaba la trama con cantos, y que además tenía por finalidad que la audiencia entendiera mejor la trama de la historia.
En Roma, se denominaba panegírico al discurso que los cónsules romanos pronunciaban ante el emperador después de ser elegidos, dándoles las gracias, y manifestándole su respeto y admiración.
Un ejemplo de panegírico en esta última acepción sería la alabanza al Imperio romano hecha por Arístides:

Protegida por un anillo de acero, por un ejército de disciplina admirable, reclutado en las ciudades del Imperio por un sistema que satisfacía a todos, Roma vivía en paz, sus ciudades se desarrollaban, las comunicaciones eran fáciles, y el comercio florecía. Las tierras lejanas derramaban sus productos en Roma, en cuyos mercados lo que no se veía no existía.

## Características

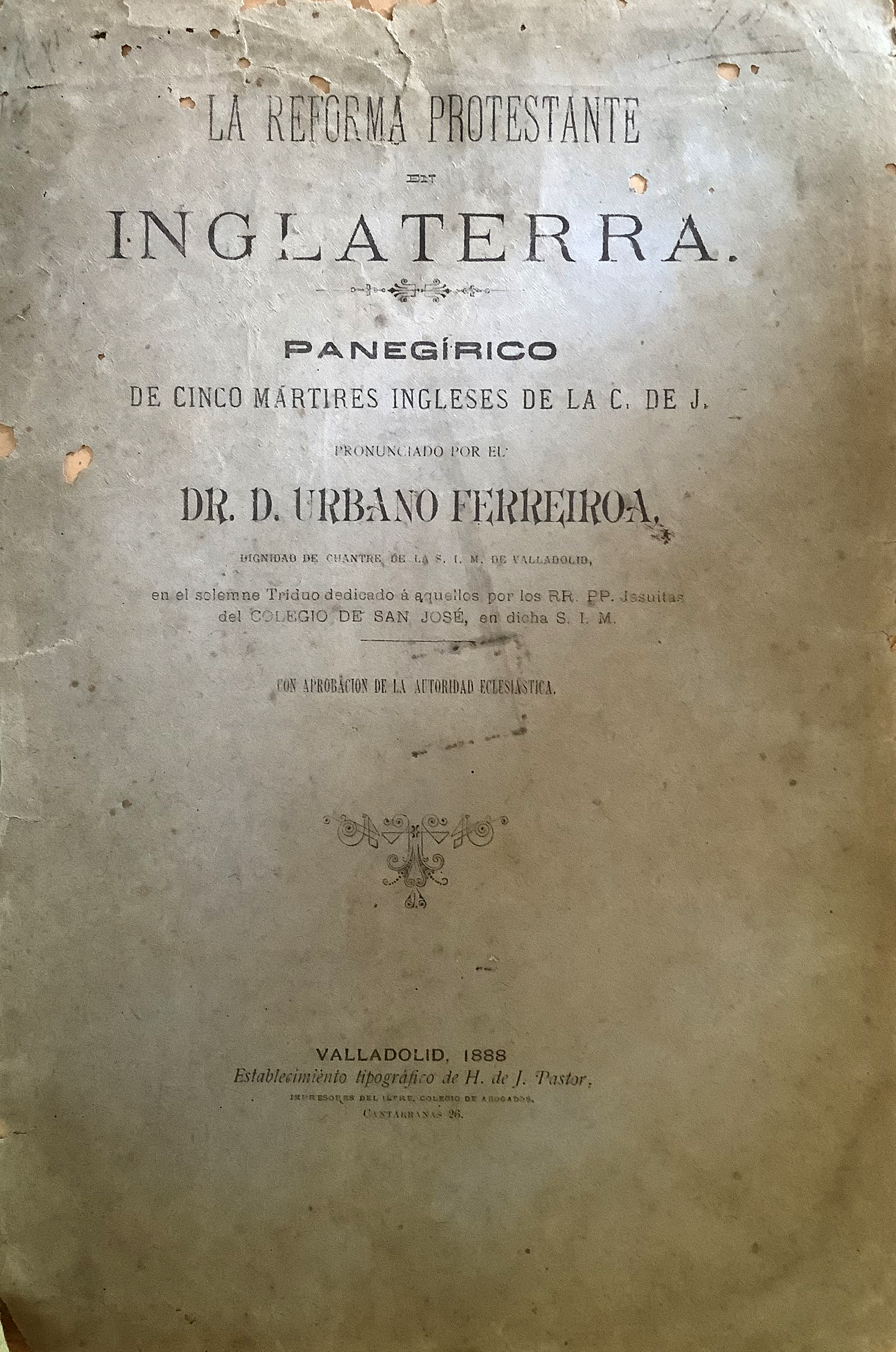
La reforma protestante en Inglaterra, panegírico de Urbano Ferreiroa (1888).

El panegírico es un tipo de discurso de género epidíctico en que el exordio y el epílogo importan. Tiene como centro la exaltación de las virtudes y hechos relevantes de un personaje; bajo la forma generalizada conocida como alabanza o encomio, también de un lugar, de una efeméride o de un acontecimiento. 
Su estructura es muy similar a la de todo discurso, pero desprovista de parte refutativa, y consta de:
- Un exordio para fijar el tema y con los tópicos prologales.
- La demostración de cada una de las virtudes del personaje.
- Un epílogo como el final apoteósico de esa efeméride.

Un buen epílogo en el discurso panegírico debe incluir todo tipo de figuras retóricas relacionadas con la amplificación y el ornato estilístico. La actio o declamación del mismo no debe ser comedido, sino exagerada, teatralizada y con todo género de adornos gestuales de tono de voz exultante para ensalzar cuanto más mejor al personaje o acontecimiento que estamos memorando.
Es un discurso típicamente literario, dado que todo tipo de juegos de palabras, expresiones poéticas, comparaciones brillantes, musicalidad en la expresión… todo eso acompaña perfectamente este tipo de discurso.
Solamente hay una excepción que es cuando el homenaje se tributa a una persona fallecida. Todo lo dicho vale pero siempre dentro de una contención verbal y gestual. Cuando el homenaje es a una persona la demostratio debe tratar como temas importantes: su infancia, su educación, y luego los hitos importantes de su vida tanto profesional como personal o judicial. Se deben elogiar las virtudes de la persona. 
Dentro de los más generales discursos de alabanza, si se trata de un lugar debe siempre hacerse un recorrido histórico de ese lugar, ponderar sus monumentos, frutos y gentes y finalmente destacar los elementos actuales.
Si se trata de una efeméride, se debe hacer un discurso histórico de por qué fue importante y lo es ahora para nosotros y, en tercer lugar, destacar de cara al futuro por qué se habrá de seguir recordando esa efeméride.
En este tipo de discurso, el orador debe quedar siempre en un segundo plano salvo que haya sido parte del tema y cuando lo utilice como recuerdo personal para ensalzarlo.

## Otros usos
También se llama panegírico a ciertos cantos de guerra y de victoria, y además puede hacer referencia a los cantos y oraciones durante un ritual de sacrificio o una boda.
Las misas en ruso reciben la denominación de panegida, teniendo esta palabra el mismo origen.